# Leucochlaena purpurascens
Leucochlaena purpurascens är en fjärilsart som beskrevs av Turati. Leucochlaena purpurascens ingår i släktet Leucochlaena och familjen nattflyn. Inga underarter finns listade i Catalogue of Life.